# Scottish Division One 1932-1933
La Scottish Division One 1932-1933 è stata la 43ª edizione della massima serie del campionato scozzese di calcio, disputato tra il 13 agosto 1932 e il 29 aprile 1933 e concluso con la vittoria dei Rangers, al loro ventesimo titolo.
Capocannoniere del torneo è stato William MacFadyen (Motherwell) con 45 reti.

## Classifica finale
Fonte:
|  | Pos. | Squadra             | Pt | G  | V  | N  | P  | GF  | GS  | QR    |
|  | ---- | ------------------- | -- | -- | -- | -- | -- | --- | --- | ----- |
|  | 1.   | Rangers             | 62 | 38 | 26 | 10 | 2  | 113 | 43  | 2,628 |
|  | 2.   | Motherwell          | 59 | 38 | 27 | 5  | 6  | 114 | 53  | 2,151 |
|  | 3.   | Hearts              | 50 | 38 | 21 | 8  | 9  | 84  | 51  | 1,647 |
|  | 4.   | Celtic              | 48 | 38 | 20 | 8  | 10 | 75  | 44  | 1,705 |
|  | 5.   | St. Johnstone       | 44 | 38 | 17 | 10 | 11 | 70  | 55  | 1,273 |
|  | 6.   | Aberdeen            | 42 | 38 | 18 | 6  | 14 | 85  | 58  | 1,466 |
|  | 7.   | St. Mirren          | 42 | 38 | 18 | 6  | 14 | 73  | 60  | 1,217 |
|  | 8.   | Hamilton Academical | 42 | 38 | 18 | 6  | 14 | 90  | 78  | 1,154 |
|  | 9.   | Queen's Park        | 41 | 38 | 17 | 7  | 14 | 78  | 79  | 0,987 |
|  | 10.  | Partick Thistle     | 40 | 38 | 17 | 6  | 15 | 75  | 55  | 1,364 |
|  | 11.  | Falkirk             | 36 | 38 | 15 | 6  | 17 | 70  | 70  | 1,000 |
|  | 12.  | Clyde               | 35 | 38 | 15 | 5  | 18 | 69  | 75  | 0,920 |
|  | 13.  | Third Lanark        | 35 | 38 | 14 | 7  | 17 | 70  | 80  | 0,875 |
|  | 14.  | Kilmarnock          | 35 | 38 | 13 | 9  | 16 | 72  | 86  | 0,837 |
|  | 15.  | Dundee              | 33 | 38 | 12 | 9  | 17 | 60  | 77  | 0,779 |
|  | 16.  | Ayr Utd             | 30 | 38 | 13 | 4  | 21 | 62  | 95  | 0,653 |
|  | 17.  | Cowdenbeath         | 25 | 38 | 10 | 5  | 23 | 65  | 111 | 0,586 |
|  | 18.  | Airdrieonians       | 23 | 38 | 10 | 3  | 25 | 55  | 102 | 0,539 |
|  | 19.  | Morton              | 21 | 38 | 6  | 9  | 23 | 49  | 97  | 0,505 |
|  | 20.  | East Stirlingshire  | 17 | 38 | 7  | 3  | 28 | 55  | 115 | 0,478 |

Legenda:
      Campione di Scozia.
      Retrocesso in Division Two 1933-1934.
Regolamento:
Due punti a vittoria, uno a pareggio, zero a sconfitta.
A parità di punti, le posizioni in classifica venivano determinate sulla base del quoziente reti.